# Dorsktjärnen
Dorsktjärnen är en sjö i Härjedalens kommun i Härjedalen och ingår i Ljusnans huvudavrinningsområde. Sjön har en area på 0,0834 kvadratkilometer och ligger 366,2 meter över havet.

## Delavrinningsområde
Dorsktjärnen ingår i det delavrinningsområde (687499-143042) som SMHI kallar för Inloppet i Vallsjön. Medelhöjden är 398 meter över havet och ytan är 20,82 kvadratkilometer. Räknas de 20 avrinningsområdena uppströms in blir den ackumulerade arean 149,81 kvadratkilometer. Ol-Olsån (Gröningsån) som avvattnar avrinningsområdet har biflödesordning 2, vilket innebär att vattnet flödar genom totalt 2 vattendrag innan det når havet efter 242 kilometer. Avrinningsområdet består mestadels av skog (78 procent) och sankmarker (12 procent). Avrinningsområdet har 0,09 kvadratkilometer vattenytor vilket ger det en sjöprocent på 0,4 procent.